# Långedragslinjen
Långedragslinjen är en del av Göteborgs spårvägar. Den går mellan Järntorget och Saltholmen i Göteborg. 

## Historia
Bakgrunden till att Långedragslinjen kom till var att några privatpersoner i Långedrag, bland andra bryggarefamiljerna Pripps och Lyckholm, hade gått samman och bildat företaget Långedrag AB. Verksamheten bestod av att sälja villatomter, bygga ett badhus och restaurang samt anlägga promenadvägar. Förbindelserna från Göteborg var dock så dåliga att Långedrag inte ansågs tillräckligt attraktivt. Man sökte därför koncession på en järnväg som förbindelse.
År 1905 lämnade Oscar II koncession åt Långedrag AB att anlägga en elektrisk järnväg mellan "Stadsgränsen" (vid nuvarande Kungssten) och Saltholmen. Så snart bolaget fått klart med koncessionen, erbjöd man staden att köpa järnvägen för 360 000 kronor då den var färdigbyggd. Detta gick staden med på. Linjen började byggas 1907 av svenska ASEA, som tillsammans med den tyska entreprenadfirman firma Otto Conrad, påtog sig uppdraget att bygga själva spåranläggningen. Spårvägsstyrelsen hade tillsatt en kontrollant för uppdraget, och det visade sig att den tyska firman gjorde många felaktigheter: terrasseringen var ofullständig, avdikningen dålig, alla växlar felaktiga, spårvidden var för stor, med mera. En maskiningenjör vid Statens Järnvägar (SJ) gav till slut klartecken för linjearbetet, "trots att materialen inte till alla delar var i överensstämmelse med gällande författning." Linjen fick köras i maximalt 25 kilometer per timma, och de tre boggievagnar med slutna plattformar och plats för 50 personer, som beställts till premiären, levererades först i april 1908. Dessa vagnar kom att kallas för "snobblådor" i folkmun, och var på sin tid de längsta spårvagnarna i Sverige. De rullade på linjen fram till 1929-1930, då de såldes till Gävle.
Långedragslinjen öppnades den 21 september 1907 med ett enkelspår till Hinsholmen, och GS tog nu över driften av banan. Några månader senare hade man dragit fram spåret till Långedrag, men först den 5 april året därpå kunde man köra vagnarna ända fram till Saltholmen. Linjen blev dubbelspårig på sträckan till Hinsholmen 1909, till Långedrag 1911 och till Saltholmen först 1926. Eftersom linjen betraktades som järnväg var den inledningsvis utrustad med både banvaktsstugor och stationsshus. Göteborgs Handels- och Sjöfartstidning skrev då linjen öppnats, att "-- trafiken genast blev mycket stark och ökades så, att ehuru två vagnar med släp, af gingo från ändstationen hvar 20:e minut, var det ofta svårt nog att få plats. Vagnarna, som utgå från Järntorget, äro betecknade med ljusblå skyltar, Linienumret 9 och en blå och en röd taklantärna. Avgiften är 20 öre." Denna avgift ansågs av många som för hög, och på sommaren 1916 sänktes den till 10 öre. Ekonomin blev dock dålig, och under sommaren året därpå var taxan tillbaka på 20 öre.
Linjen har aldrig trafikerats med annat än spårvagnståg. Järnvägsdelen mellan Stadsgränsen/Kungssten och Saltholmen hette officiellt "Saltholmens-Göteborgs järnväg" men saknade bansignatur. Namnet Stadsgränsen försvann 1945 i samband med att Långedrag införlivades med Göteborg. År 1972 blev linjen en ren spårväg, varefter en del för järnvägsdriften speciella signaler och vägskyddsanläggningar började tas bort.
- Linje 9 var den ursprungliga långedragslinjen, och denna utgick från Järntorget via Stigbergstorget, Vagnhallen Majorna, Mariaplan, Långedrag, Salthomen till 1975.
- En linje 10 ersatte åren 1972–1984 linjerna 4 och 9 under lågtrafiktid. Linjen trafikerade hela sträckan Mölndal–Saltholmen.
- 1975 ersattes linje 9 av linje 4 till Saltholmen. Den 26 oktober 1975 var sista gången som "nian" gick. Dess levnadstid var 68 år, 1 månad och 6 dagar.[2]
- 1993 trafiksattes en ny linje 9, denna gång mellan Angered och Kungssten.
- 2002-02-10 ersattes linje 4 av linje 11 på sträckan Brunnsparken-Saltholmen.

Under årens lopp har ett stort antal tillfälliga eller permanenta förändringar i linjeföring och sammankoppling med andra linjer gjorts som påverkat Långedragslinjen.
Idag kan man även räkna "omvägen" Stigbergstorget via Ekedal, Godhem och Mariaplan till Långedragslinjen eftersom linje 11 tar denna väg. Linje 3 följer Långedragslinjen mellan Järntorget och Mariaplan, men går sedan över Godhemsgatan och till Högsbotorp över Marklandsgatan.
Långedragslinjen går väster om Kungssten varierat i gatuspår och egen banvall mitt i gatan. Nästan alla vägkorsningar är i plan, ett fåtal planskilda. Mellan Kungssten och Långedrag går Långedragslinjen helt i egen banvall med vägkorsningar i plan, och mellan Långedrag och Saltholmen i gatuspår igen.
I februari 1908 fick direktör Zell uppdraget att ordna godstrafik på "Långedragsjärnvägen". Priset sattes till 35 öre per kilometer inklusive tomkörning. Utförande var en motorvagn med godssläp, och minsta avgift var fem kronor. Den 3-4 juli 1908 skedde den första transporten, tegel som kördes från Södra Larmgatan till Hinsholmen. Styckegodstrafik pågick därefter på flera håll - inom och utom staden - fram till juni 1958.
I september 1946 hade linjen följande hållplatser och hållstationer (i fetstil): Järntorget, Första Långgatan, Masthuggstorget, Stigbergsliden, Stigbergstorget, Kommendörsgatan, Lotsgatan, Karl Johans kyrka, Kusttorget, Kustgatan, Jægerdorffsplatsen, Carnegie,* Ostindiegatan, Mariagatan, Sannaplan, Sandarne, Kungssten (taxegräns), Nya Varvet, Hagen, Tranered,* Berga, Käringberget, Johannelund, Hinsholmen, Gamla Vägen,* Långedrag, Roddföreningen, Saltholmen. *hållplats i riktning mot Järntorget.
Kvinnor som personal (konduktörer) ombord på spårvagnarna tilläts först under andra världskriget och 1960 tilläts de bli spårvägsförare.

## Linjenummer
Från införandet av linjenummer trafikerades Långedragslinjen av linje 9 (idag Angered – Kungssten, vidare till Saltholmen under sommarhögtrafiken). Vagnsnumret var direkt på fordonsplåten eftersom vagnarna endast kunde trafikera en enda linje. Under många år trafikerade även linje 4 (då Saltholmen – Mölndal), den är numera ersatt av linje 11 (Saltholmen – Bergsjön) som infördes februari 2002, när Bergsjön fick utökat från en befintlig (L7) till två stycken linjer. (Linje 4 omdirigerades samtidigt till att trafikera Eketrägatan - Mölndal i fortsättningen, men blev efter några år det som ännu är dagens Linje 4 mellan Angered - Mölndal.) Åren 1972–1984 ersattes under lågtrafik linjerna 4 och 9 med en linje 10, mellan Mölndalsbro (Mölndal) och Saltholmen.

## Långedragsvagnar
Fram till 1950-talet (och tidvis senare) trafikerades linjen av speciella Långedragsvagnar som inte trafikerade andra linjer. Långedragsvagnarna var större och bredare än de rena innerstadsvagnarna, eftersom det fria rummet var större längs Långedragslinjen. Långedragsvagnarna användes därför endast i begränsad omfattning som extravagnar  öster om Järntorget.

## Vändslingor
Linjen har idag tre vändslingor: Kungssten, Långedrag och Saltholmen. Från början fanns även en vändslinga på Järntorget runt fontänen där, men den togs bort när torget byggdes om 1975. Vändslingan vid Långedrag används inte av ordinarie trafikvagnar, utan finns som reserv då man behöver kortvända 11:an för att kunna köra in förseningar, eller då det blivit något trafikhinder ute vid Saltholmen. Men man kan ofta se Spårvägssällskapet Ringliniens museala vagnar vända i denna slinga, främst då de ursprungliga Långedragsvagnarna; 302 och 208.

## Samtrafik
På Saltholmen byter spårvägsresenärerna till Styrsöbolagets skärgårdsbåtar till Göteborgs södra skärgård. På Saltholmen finns även en av Göteborgs största badplatser varför det kan bli fullt på vagnarna sommartid. Några andra faktorer som gör Långedragslinjen populär är att antalet parkeringsplatser i Långedrag och på Saltholmen är starkt begränsat, många väljer istället att ta "vagnen" ut till skärgården och till badplatser. Även när GKSS anordnar regattor och kappseglingar blir det mycket folk på vagnarna.

## Hållplatskurer

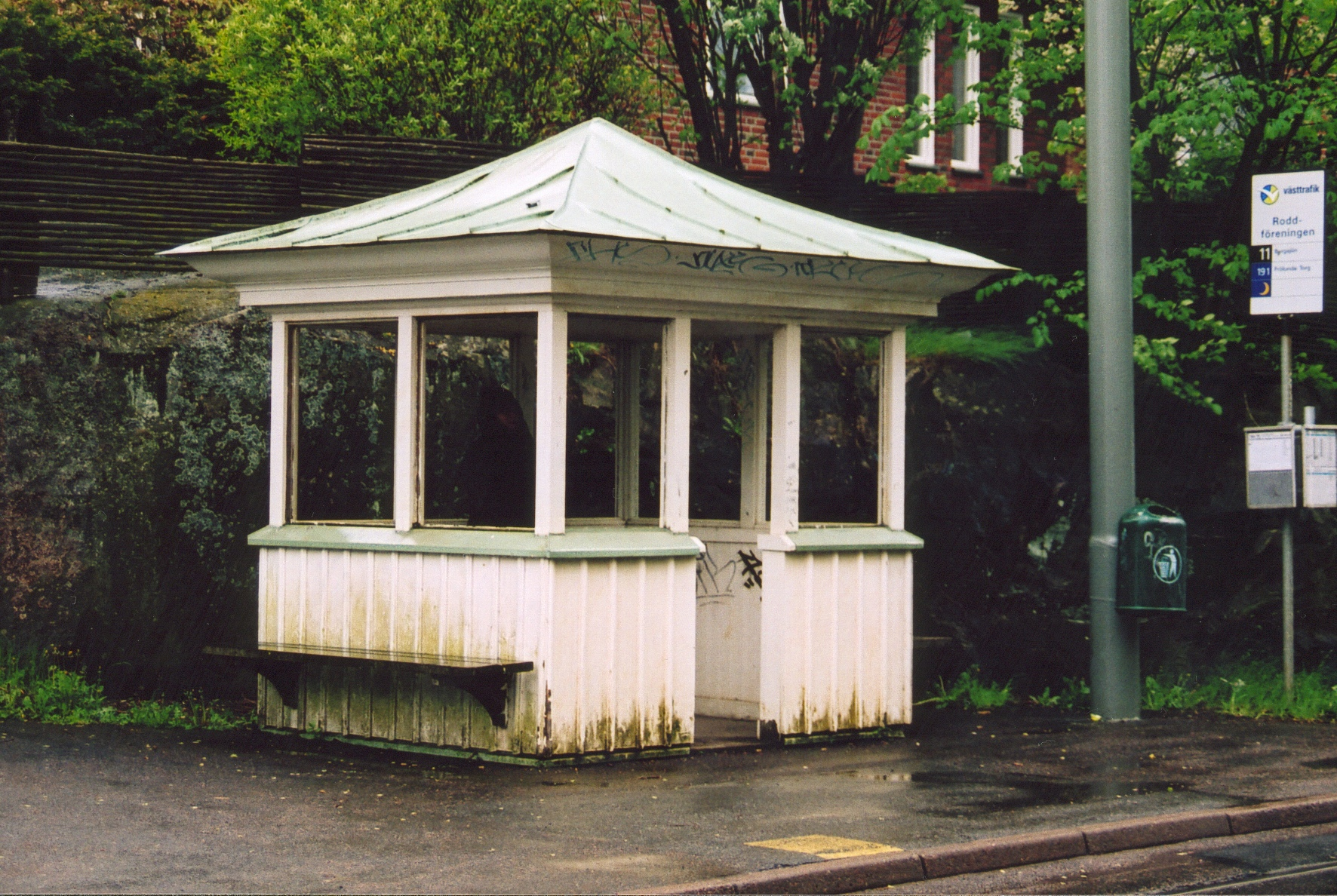
Väntkuren vid Roddföreningen, mellan Långedrag och Saltholmen.

Långedragslinjen hade under många år väldigt speciella hållplatskurer, väntkurer eller hållplatsskydd.
Roddföreningens väntkur finns kvar än idag och är en god representant för den arkitektur som fanns runt denna bana.

## Vagnhall

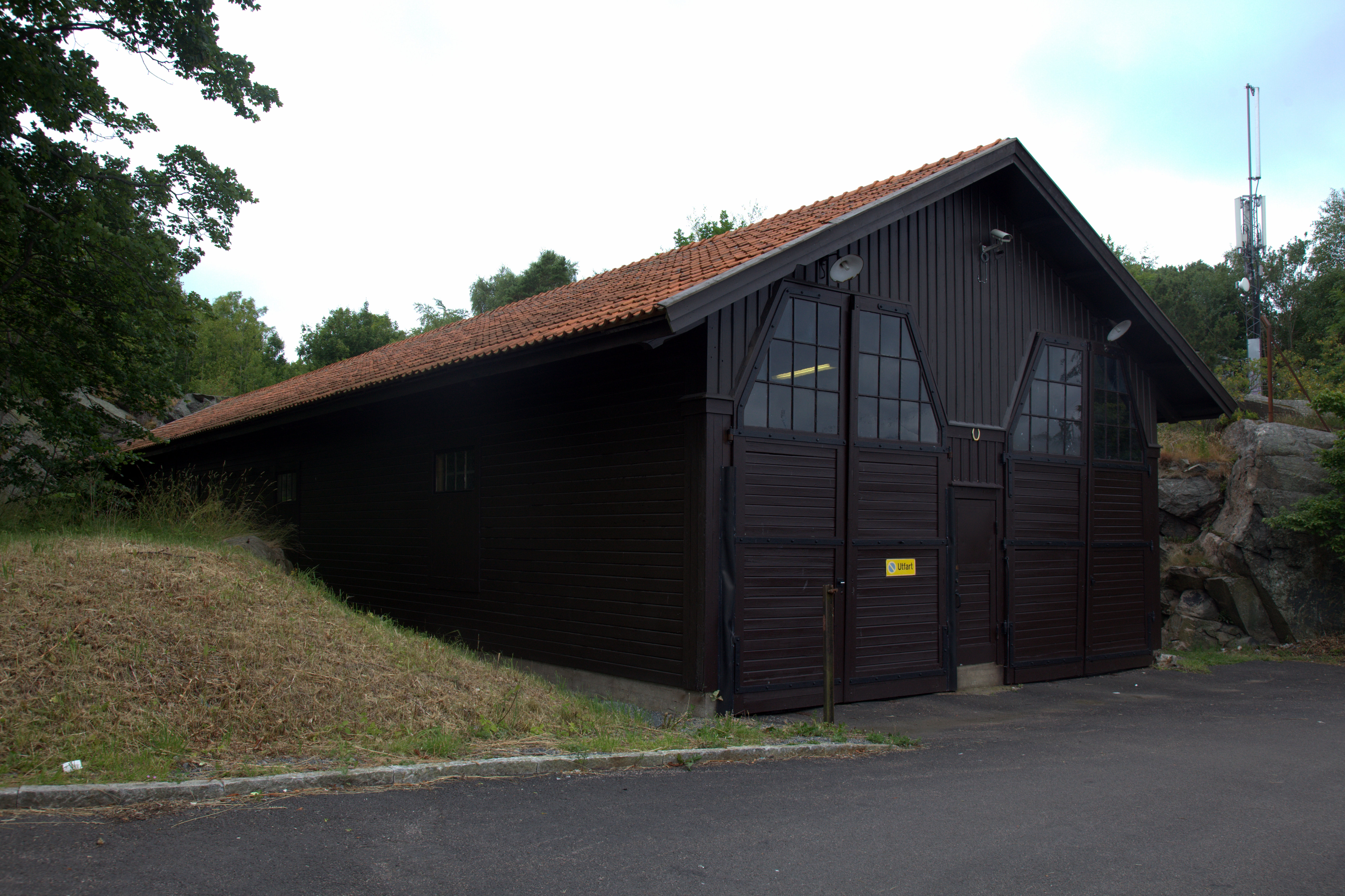
Saltholmens vagnhall i juni 2014.

På Saltholmen ligger fortfarande en vagnhall, Saltholmens vagnhall, som en gång inrymde Långedragsvagnarna. När dessa sedan flyttats till Vagnhallen Majorna ställdes en del av de museala spårvagnarna där. Sedermera byggdes vändslingan om och denna vagnhall förlorade sin spåranslutning. Vagnhallen finns kvar (2009), men dess öde är idag ovisst, då man vill bygga fler parkeringsplatser på Saltholmen. Denna vagnhall är prefabricerad och kan troligtvis fortfarande lätt nedmonteras. Vagnhallen saknar idag spåranslutning och används som garage åt öbornas fordon.